# Ryż

A: Ryż z plewą
B: Ryż brązowy
C: Ryż z zarodkiem
D: Ryż biały z pozostałością otrąb
E: Musenmai (jap. 無洗米), „Polerowany i gotowy do ugotowania”, dosł. ryż bez płukania
(1): Plewa
(2): Otręby
(3): Pozostałość otrąb
(4): Zarodek
(5): Bielmo

Ryż (Oryza L.) – rodzaj zbóż z rodziny wiechlinowatych obejmujący 25 gatunków. Występuje w strefie klimatów gorących i ciepłych na całym świecie. Ryż spożywczy, będący podstawą wyżywienia 1/3 ludności świata, jest produktem otrzymywanym z ziarna ryżu siewnego.

## Systematyka
Pozycja systematyczna według APweb (aktualizowany system APG III z 2009)
Rodzaj należący do rodziny wiechlinowatych (Poaceae), rzędu wiechlinowców (Poales). W obrębie rodziny należy do podrodziny Ehrhartoideae, plemienia Oryzeae.
Pozycja w systemie Reveala (1994–1999)
Gromada okrytonasienne (Magnoliophyta Cronquist), podgromada Magnoliophytina Frohne & U. Jensen ex Reveal, klasa jednoliścienne (Liliopsida Brongn.), podklasa komelinowe (Commelinidae Takht.), nadrząd Juncanae Takht., rząd wiechlinowce (Poales Small), rodzina wiechlinowate (Poaceae (R. Br.) Barnh.), podrodzina ryżowe (Oryzoideae Burmeist.), plemię ryżowe (Oryzeae Dumort.), podplemię Oryzinae (Gray) Griseb. in Ledeb., rodzaj ryż (Oryza L.).
Wykaz gatunków
Sekcja Australiensis
- Oryza australiensis Domin

Sekcja Brachyantha
- Oryza brachyantha A. Chev. & Roehr.

Sekcja Oryza
- Oryza alta Swallen
- Oryza barthii A. Chev.
- Oryza eichingeri Peter
- Oryza glaberrima Steudel
- Oryza glumipatula Steud.
- Oryza grandiglumis (Döll) Prodoehl
- Oryza latifolia Desv.
- Oryza longistaminata A. Chev. & Roehr.
- Oryza malampuzhaensis Krishnasw. & Chandrasekh.
- Oryza meridionalis Ng
- Oryza minuta J. Presl
- Oryza nivara S. D. Sharma & Shastry
- Oryza officinalis Wall. ex G. Watt
- Oryza punctata Kotzchy ex Steud.
- Oryza rhizomatis D. A. Vaughan
- Oryza rufipogon Griffiths
- Oryza sativa L. – ryż siewny
- Oryza schweinfurthiana Prodoehl

Sekcja Padia
- Oryza longiglumis Jansen
- Oryza meyeriana (Zoll. & Moritzi) Baill.
- Oryza neocaledonica Morat
- Oryza ridleyi Hook. f.
- Oryza schlechteri Pilg.